# Shamarpa
| Tibetische Bezeichnung                     |
| ------------------------------------------ |
| Tibetische Schrift: ཞྭ་དམར་པ་               |
| Wylie-Transliteration: zhwa dmar pa        |
| Aussprache in IPA: [ɕamarpa]               |
| Offizielle Transkription der VRCh: Xamarba |
| THDL-Transkription: Zhamarpa               |
| Andere Schreibweisen: Shamarpa             |
| Chinesische Bezeichnung                    |
| Traditionell: 夏瑪巴                       |
| Vereinfacht: 夏玛巴                        |
| Pinyin:Xiàmǎbā                             |

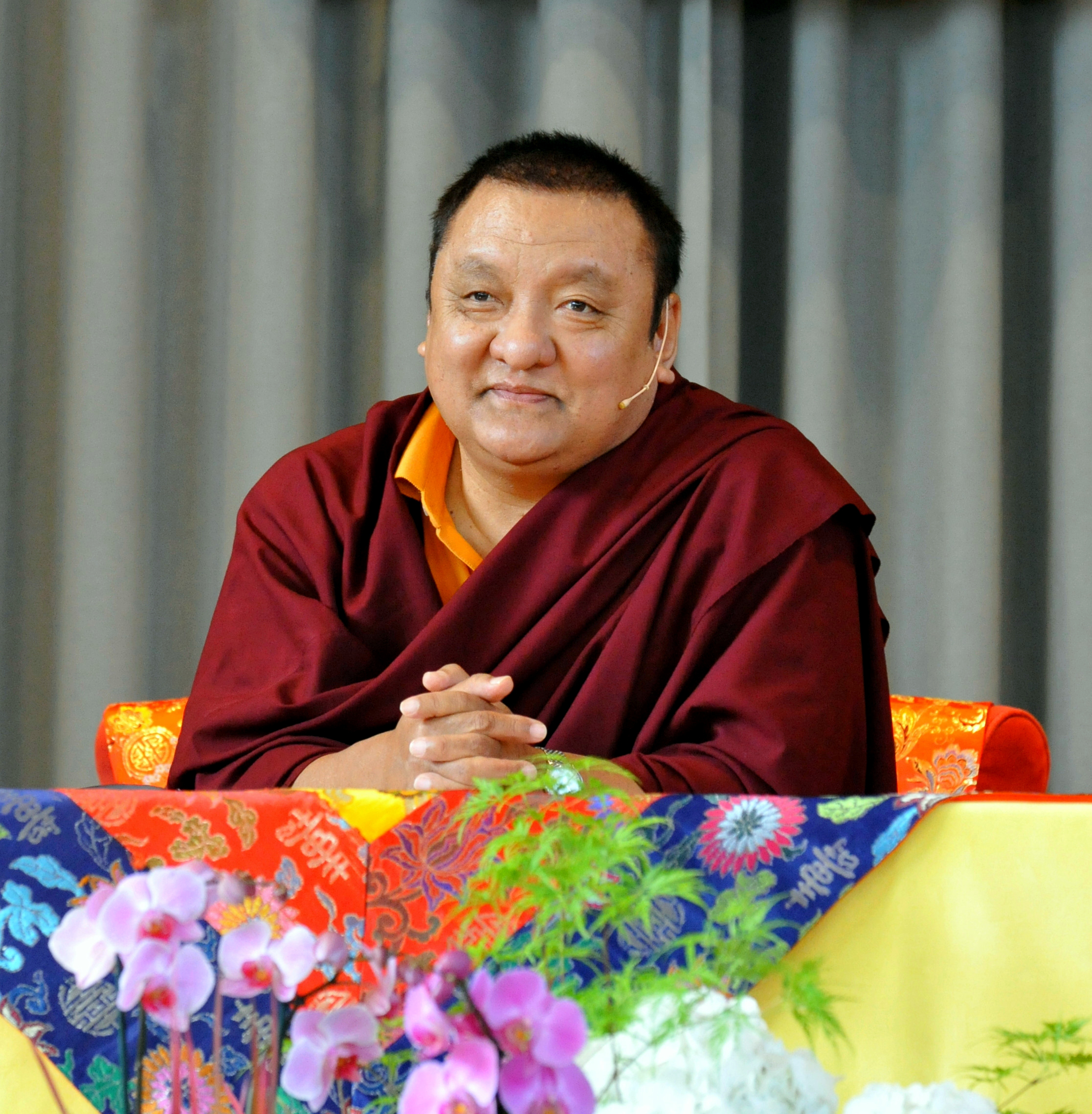
Shamar Rinpoche

Shamarpa (auch Rothut-Lama oder später auch Rothut-Karmapa; häufig fälschlich Sharmapa) ist eine bedeutende Trülku-Linie der Karma-Kagyü-Schule des tibetischen Buddhismus. Der Shamarpa gilt zudem als Emanation von Amitabha.
Seine Inkarnationslinie steht in enger Verbindung mit der des Gyelwa Karmapa, dem Oberhaupt der Karma-Kagyü.
Über den 11., 12. und 13. Shamarpa ist nur sehr wenig bekannt, da seine Wiedergeburt zur Zeit des 11. Shamarpas aus machtpolitischen Gründen von der Regierung Tibets verboten wurde und diese drei Inkarnationen deshalb nicht offiziell anerkannt werden konnten. Erst der letzte 14. Shamarpa Künsig Shamar Mipham Chökyi Lodrö (1952–2014), der zweithöchste Lama der Karma-Kagyü, wurde nach der Inthronisierung Thaye Dorjes zum 17. Gyalwa Karmapa wieder zu einer bedeutenden Persönlichkeit in der Geschichte der Karma-Kagyü. Er wurde in Dêgê (Garzê, Sichuan) geboren und im Alter von vier Jahren ins Kloster Tshurphu (Tibet) gebracht, wo er vom 16. Karmapa als 14. Shamarpa anerkannt wurde.

## Rothut-Karmapa
Die Bezeichnung Rothut-Karmapa stammt aus historischen Texten von Gölo Shönnu Pel (1392–1481), dem 2. Pawo Rinpoche Tsuglag Trengwa (1504–1566), dem 5. Dalai Lama (1617–1682) und dem 8. Tai Situpa, Chökyi Chungne (1700–1774), in denen der jeweilige Shamarpa so genannt wird.

## Geschichte der Shamarpas

### 13. Jahrhundert
Der 1. Shamarpa Khedrub Dragpa Sengge (1283–1349) war einer der wichtigsten Schüler des 3. Karmapa (1284–1339), der ihn neben Karmapa selbst als eine weitere Emanation des 2. Karmapa Karma Pakshi bestätigte, der vorausgesagt hatte, er werde sich in zwei Nirmanakaya-Formen manifestieren. Der 3. Karmapa überreichte nun dem 1. Shamarpa einen rubinroten Hut, der das genaue Abbild seines eigenen schwarzen Hutes war. Dies sollte ein Symbol für die Untrennbarkeit des Geistes der Karmapas und der Shamarpas sein. Der Name Shamarpa „Der mit dem roten Hut“ (oder der roten Krone) stammt aus dieser Zeit. Es erfüllte auch eine Prophezeiung des Shakyamuni im Kalpa-Sutra, nach der ein großer Bodhisattva mit einem roten Hut (oder einer roten Krone) kommen sollte, um die fühlenden Wesen aus Samsara zu befreien.

### 17. Jahrhundert
Die Karma-Kagyü-Linie entfaltete sich über 500 Jahre und war Anfang des 17. Jahrhunderts, zur Zeit des 10. Karmapa (1604–1674), eine der einflussreichsten Schulen des tibetischen Buddhismus. Der Tod des beliebten 6. Shamarpa Mipham Chökyi Wangchug (1584–1630), der beim damals mächtigsten Lama der Gelugpa, dem 5. Dalai Lama, ein hohes Ansehen genoss, schwächte die politische Position der Karma-Kagyü-Linie. Es eskalierte ein zwischen der Karma-Kagyü und den Gelugpas seit langem schwelender politischer Konflikt. Der 10. Karmapa, der die Regentschaft seiner Klöster dem 5. Goshri Gyeltshab Rinpoche Dragpa Chöyang (1618–1658) überließ, sowie der 7. Shamarpa Yeshe Nyingpo (1631–1694) und deren Anhänger wurden angegriffen, aber es gelang ihnen zu fliehen. Als der Mongolenfürst Gushri Khan schließlich mit einem Heer in das Königreich von Tsang einfiel, dessen König ein Anhänger des 10. Karmapa war und ein Jahr später den 5. Dalai Lama Lobsang Gyatsho als Souverän von ganz Tibet einsetzte, verlor die Karma-Kagyü-Schule jeglichen politischen Einfluss in Tibet. Die siegreichen Gelug festigten ihre politische Macht, indem sie die Karma-Kagyü-Linie in den politisch wichtigen Zentralprovinzen, hauptsächlich in Tsang, unterdrückte. Neben 27 Klöstern des Karmapa wurden auch 20 Klöster des Shamarpa zwangsweise zur Gelugpa-Schule konvertiert. Nur Tsurphu, der Sitz des Karmapa, und Yangpachen, das Hauptkloster des Shamarpa, und einige wenige andere durften weiter die Karma-Kagyü-Tradition praktizieren.

### 18. Jahrhundert
Im frühen 18. Jahrhundert machten der 7. Goshri Gyeltshab Könchog Öser (1699–1765), der 8. Tai Situpa Chökyi Chungne (1700–1774), der 8. Shamarpa Pelchen Chökyi Döndrub (1695–1732) und der 12. Karmapa (1703–1732) eine Pilgerreise nach Indien und Nepal. In Nepal wurden sie vom damaligen König hoch geehrt und in Indien besuchten sie die heiligen Plätze des Buddha Shakyamuni. Der 12. Karmapa und der 8. Shamarpa hatten zur Zeit der Herrschaft des chinesischen Kaisers Yongzheng einen so hervorragenden Ruf, dass sie 1732 an seinen Hof eingeladen wurden. Beide starben am Tag nach ihrer Ankunft in Peking an den Pocken. Die beiden Gelugpa-Lamas Kyangkya und Thudka behaupten in ihren Autobiographien, der Tod der beiden höchsten Kagyü-Lamas sei eine Folge schwarzer Magie gewesen. Nach dem Tod des 12. Karmapa und des 8. Shamarpa litt die Karma-Kagyü-Linie unter einer erneuten Phase des Niedergangs in Zentral-Tibet.
Während der Herrschaft des chinesischen Kaisers Qianlong im 18. Jahrhundert waren der mächtige 6. Penchen Lama Lobsang Pelden Yeshe, d. i. der zweitmächtigste Lama der Gelug-Schule, und der vom 13. Karmapa anerkannte 10. Shamarpa Mipham Chödrub Gyatsho (1742–1792) Brüder. Der 10. Shamarpa hoffte, dass seine Verwandtschaft mit dem Penchen Lama die tibetische Regierung dazu bringen könnte, seine im vorherigen Jahrhundert von den Gelugpas zwangskonvertierten Klöster wieder in den alten Zustand zu versetzen. Bevor dies jedoch geschehen konnte, starb der Panchen Lama in Peking, wohin er vom Kaiser eingeladen worden war, an den Pocken.
Aus tiefem Respekt vor dem Penchen Lama, der sein Lehrer gewesen war, soll der Kaiser den Brüdern und Schwestern des Penchen Lama, also auch dem Shamarpa, eine große Menge Goldmünzen geschenkt haben. Das Kloster Trashi Lhünpo, der Sitz des Penchen Lama, soll jedoch dem 10. Shamarpa den ihm zustehenden Teil nicht herausgegeben haben. Als sich die Verwaltung des Shamarpa-Klosters Yangpachen darüber beschwerte, hieß es, das ganze Gold gehöre dem Kloster Trashi Lhünpo.
Der 10. Shamarpa wurde als Verräter bezeichnet, da er eine Rebellion gegen die tibetische Regierung angezettelt habe, um seine Klöster zurückzubekommen. Infolgedessen entstand in der tibetischen Regierung, die in Abwesenheit des 8. Dalai Lama von zwei Regenten geleitet wurde, eine Feindseligkeit gegen den Shamarpa. 1784 floh er deswegen aus Tibet in die Sicherheit des benachbarten Nepal.
Da der nepalesische König Rana Bahadur Shah glaubte, aus der Anwesenheit des Shamarpa politischen Nutzen ziehen zu können, wurde Shamarpa in einen ökonomisch-politischen Konflikt zwischen Nepal und Tibet verwickelt, der schließlich auch militärisch eskalierte. Die Verhandlungen, an denen Shamarpa teilnahm, schlugen fehl und die tibetische Delegation, die nach Nepal gekommen war, wurde gefangen genommen. Zudem schickte König Bahadur Truppen nach Tibet, die jedoch mit Hilfe chinesischer Truppen zurückgeschlagen werden konnten, so dass es 1792 zu einem Frieden zwischen Nepal und Tibet kam. Die tibetische Regierung gab aber dem 10. Shamarpa die Schuld an dem politischen und militärischen Debakel. Als Vergeltung konfiszierte sie das Kloster Yangpachen, das zur Gelugpa-Schule konvertiert wurde. Vor allem aber erließ sie ein „Verbot der Einsetzung der Wiedergeburten Shamarpas“. 1792 starb der 10. Shamarpa an Gelbsucht, aber es kursierten Gerüchte, er habe sich selbst vergiftet.

### 20./21. Jahrhundert
1956 lud der 16. Karmapa den derzeitigen Dalai Lama Tendzin Gyatsho ins Kloster Tshurphu ein und bat ihn, den Bann gegen die Shamarpas aufzuheben. Der Dalai Lama stimmte zu, riet Karmapa aber, zuerst in Tshurphu die anfängliche Inthronisierungs-Zeremonie für den 14. Shamarpa durchzuführen, damit dann die tibetische Regierung öffentlich die Aufhebung des Bannes verkünden könne. Die Inthronisierung wurde 1957 im Kloster Tshurphu abgehalten, aber bevor die Regierung die Aufhebung des Bannes verkünden konnte, mussten der Dalai Lama, Karmapa und Shamarpa 1959 vor der chinesisch-kommunistischen Invasion aus Tibet nach Indien fliehen.
Obwohl Tibet verloren war, bat Karmapa den Dalai Lama erneut, den Bann gegen die Shamarpas aufzuheben. 1963 kam der Dalai Lama dieser Bitte mit einem entsprechenden Brief nach. Im darauffolgenden Jahr fand die offizielle Haupt-Inthronisierung des 14. Shamarpa im Kloster Rumtek in Sikkim statt, in Gegenwart von Delegierten der vier Haupt-Schulen des Tibetischen Buddhismus und der indischen und sikkimesischen Regierung. Bis 1979 erhielt er im Kloster Rumtek in Sikkim sämtliche Belehrungen und Übertragungen der Karma-Kagyü-Linie vom 16. Karmapa. Im Anschluss bereiste er die ganze Welt und lehrte Buddhismus in der Übertragung der Karma Kagyü Tradition. Sein Augenmerk lag insbesondere auf den Mahayanabelehrungen, dem Madhyamaka also den Belehrungen des "mittleren Weges". Shamarpa gründete die internationale buddhistische Organisation "Bodhi Path". In dieser Organisation werden die Lehren der Karma-Kagyü-Schule in ihrer traditionellen Form weitergegeben.
Er unterrichtet aber auch in den Zentren des Diamantweg von Lama Ole Nydahl. Vor allem Shamarpas Aktivität war es zu verdanken, dass Thaye Dorje 1994 Tibet verließ und heute im Karmapa International Buddhist Institute in Neu-Delhi lebt.

## Liste der Shamarpas
|             | Name (Liste tibetischer Namen und Titel)  | Lebensdaten    | Umschrift nach Wylie            |
| ----------- | ----------------------------------------- | -------------- | ------------------------------- |
| 1.          | Dragpa Sengge                             | 1283–1349      | grags pa seng ge                |
| 2.          | Khachö Wangpo                             | 1350–1405      | mkha' spyod dbang po            |
| 3.          | Chöpel Yeshe                              | 1406–1452      | chos dpal ye shes               |
| 4.          | Chödrag Yeshe                             | 1453–1524      | chos grags ye shes              |
| 5.          | Könchog Yenlag                            | 1525–1583      | dkon mchog yan lag              |
| 6.          | Chökyi Wangchug                           | 1584–1630      | chos kyi dbang phyug            |
| 7.          | Yeshe Nyingpo                             | 1631–1694      | ye shes snying po               |
| 8.          | Pelchen Chökyi Döndrub                    | 1695–1732      | dpal chen chos kyi don grub     |
| 9.          | Könchog Geway Chungne                     | 1733–1740      | dkon mchog dge ba'i 'byung gnas |
| 10.         | Chödrub Gyatsho                           | 1741/1742–1792 | chos grub rgya mtsho            |
| 11.         | ?                                         | ?              | ?                               |
| 11./12.     | Jamyang Rinpoche (Sohn des Khakyab Dorje) | 1892–1946      | 'jam dbyangs rin po che         |
| 12./13.     | Thinlay Könchab                           | 1948–1950      | phrin las kun khyab             |
| 12./13./14. | Mipham Chökyi Lodrö                       | 1952–2014      | mi pham chos kyi blo gros       |